# Oncocnemis asema
Oncocnemis asema är en fjärilsart som beskrevs av Charles Boursin 1957. Oncocnemis asema ingår i släktet Oncocnemis och familjen nattflyn. Inga underarter finns listade i Catalogue of Life.